# Perrhybris
Perrhybris es un género  de mariposas de la familia Pieridae. Se encuentra en Sudamérica.

## Diversidad
Existen 3 especies reconocidas en el Neotrópico
- Perrhybris lorena (Hewitson, 1852)
- Perrhybris lypera (Kollar, 1850)
- Perrhybris pamela (Stoll, 1780)

## Plantas hospederas
Las especies del género Perrhybris se alimentan de plantas de la familia Brassicaceae. Las plantas hospederas reportadas incluyen el género Capparis.